# Az ördöngös Caprioli
Az ördöngös Caprioli Frithjof Fischer (Dieter Ott álnéven ) 1964-ben írt ifjúsági kalandregénye. Magyarországon először 1970-ben a Móra Ferenc Könyvkiadó gondozásában a Delfin könyvek sorozatban jelent meg.
Kedves fiatal barátaim!
Azért írok tinektek, mert ha egyszer valaha valaki megtalálja ezt a levelet és a naplóimat, az csakis közületek
való lehet. A felnőttek nem kutatnak már titkok után. Ugyan ki is hinné el a nagyok közül, hogy Caprioli gróf cápaháton nyargalt a tengeren, s hogy ez az én grófom villámmal a kezében olvasztotta szét az ellenséges brigantin bronz ágyúcsöveit, vagy hogy holland sajtgolyókkal töltette meg a Fantom ütegeit?
Tegnap szálltunk partra Szentpétervárott. Az orosz cár megcsodálta Fantomunkat, és olyan fogadást
kötött a gróffal, amelyik vakmerőbb mindannál, amit valaha is átéltem vele. Hogyan akarja megnyerni, nem
tudom. De hogy megint szerfölött veszélyes és kalandos vállalkozás lesz, annyi szent! Éppen ezért szeretném előbb biztonságba helyezni a naplóimat. Eldugom őket szépen, és megint csak följegyzek mindent egy újabba.
Öreg barátotok:
Peregrinus János

## Történet
|  | Alább a cselekmény részletei következnek! |

Az amszterdami Zeedijk rakparton fekvő, Arany Apollóhoz címzett kocsmában a titokzatos Caprioli gróf a Fantom tisztjeivel kockázott, hogy egy veszélyes utazás előtt – még a szolgálat kényszerén kívül – megismerje őket. Bull kapitány már előre ivott a medve bőrére – biztos volt a győzelmében -, amikor Capriolira került a dobás sora.
Az Atlanti-óceán zöldesfekete hullámain át vezetett a Fantom útja, a vezérhajót négy fregatt követte. A vitorlásokat a Holland Nyugat-indiai Társaság küldte, hogy ötszáz katonát szállítsanak a Holland Guyana-i Paramaribóba. Ezeknek a csapatoknak kellett az ottani erőd legénységét felváltaniuk. A katonákat szétosztották az öt hajón. A kis flotta hadparancsnoka Cyprian Amadeus Caprioli gróf volt.
Sok száz delfin vette körül a vitorlásokat, játszottak, üldözték egymást, és időnként magasba szökkentek a vízből. Ekkor egy meredek hullám mennydörgős robajjal ütődött a hajó falához, és lesodorta a grófot meg Habakukot a fedélzetről. Caprioli feltornázta magát az egyik ember nagyságú állat hátára, és nevetve nyargalászott a hullámokon. Habakuk követte példáját, és utána ügetett egy másik delfinen. Hamarosan azonban megjelent két óriási cápa, a delfinek és a két ember élete veszélybe került.
Bull kapitány gyanús viselkedése arra utalt, még az elindulás előtt szerződést kötött egy démoni figurával, hogy Caprioli grófot a hajóút során feltűnés nélkül eltegye láb alól. A kapitány tiltakozott a vádak ellen, ám egy alkalommal rátámadt a grófra, aki megleckéztette: a pengéje körülnyeste a kapitány fejét, mire a szél lesöpörte a megszégyenült Bull szakállát és haját a fedélzetről.
Két titokzatos utas (Larissa van Groenhagen kisasszony és Baba, a szolgálója) Caprioli védelme alá került, a gróf egy tréfás adomával: Viccecske, a libatacskó történetével szórakoztatta kedves vendégeit. A kisasszony összebarátkozott Bilggel, a hajósinassal, akiből hamarosan kisdobos katona lett.
A Sargasso-tenger közelében a vezérhajót egy óriási polip támadta meg, de a ravasz gróf meglepő és váratlan ötlettel tette ártalmatlanná a behemót szörnyet.
A kalandos megmenekülést követően a Fantom parancsnoki fülkéjében Larissa Cyps bácsikájával tokaji aszúval koccintott. Az ünneplésen Peregrinus, Habakuk, Bagótpök kormányos, Borromaus tűzmester és Bilg is részt vett. A vacsorán Caprioli újabb vadásztörténetekkel szórakoztatta vendégeit (Kalandos medvevadászat, A csodálatos dobás).
Később egy alacsony, csúf ábrázatú potyautas, Satan Diaboli őexcellenciája felbukkanása zavarta meg a Fantomon útját, de a gróf őt is megtanította kesztyűbe dudálni.
Bull kapitány megbánta bűneit, és Caprioli segítségét kérte, hogy megszabadulhasson átkozott aranypénzeitől, amit Diabolitól kapott. A gróf megbocsátott a vén tengerésznek, de értésére adta a kapitánynak, hogy neki kell megtalálnia megszabadulásának módját.
Kalózhajóval csatázott hosszasan a Fantom, ám Caprioli hadicselének köszönhetően az Ördög kétárbócos brigantin szinte sértetlenül a kezükbe került. Kiszabadították a tengeri rablók fogságából a Vlissingen legénységének egy részét és kapitányát, Dierk Opzoomot. Kiderült, hogy még két kalózhajó rejtőzködik egy sziget közelében, ahová a holland hajót is rejthették. A kétárbócost már nem tudták visszaszerezni, de a Vlissingen rakományát igen. A haramiák nem adták olcsón a bőrüket, de Caprioliék kitartó üldözés után elfoglalták a Pokol és a Halál nevű brigantinokat.
Az üldözés közben Caprioli furcsa kalandba keveredett: Satan Diaboli légi utazásra vitte egy gyorsvitorláson. Az Ördög hajó az Északi-sark táján kötött ki, ahol másnap reggelre a gróf egy jegesmedvével együtt egy jégtáblán rekedt. Amikor a jégsziget elfogyott, Caprioli közelében almásderes tengeri lovak tűntek fel, egy csődör és két kancája segítségével sikerült visszatérnie az övéihez.
Amikor Opzoom kapitány a rábízott harmincezer dukát elvesztése felett siránkozott, akkor Bull kapitány elérkezettnek látta az időt, hogy megszabaduljon a Diabolitól kapott ördögi aranyaktól, a hollandnak ajándékozta valamennyit. Caprioli megelégedetten bólintott, mivel úgy vélte, hogy Bull magától megtalálta az egyetlen helyes utat, és így szabad lett.
A kalózhajókon Bilg és Larissa titkos rejtekhelyeken hatalmas mennyiségű kincsre bukkant, és a hajók elsüllyesztését is sikerült megakadályozniuk. Caprioli megígérte, hogy a legénység minden egyes tagja tekintet nélkül személyére és rangjára, megkapja majd a neki járó részt a zsákmányból.
A tengeri lovakkal Larissa és Bilg is barátságba keveredett, az állatok vissza- visszatértek a Fantom közelébe. A csődört Szíriusznak nevezte el Caprioli, a két kanca a Bella és a Stella nevet kapta. Bilgből hamarosan kapitányinas lett, Bagótpök és Frank Bull a hajóirányítás minden csinjára-binjára megtanították. A fiú véletlenül két matróz alattomos tervére is rájött, és egy szellemes ötlettel megakadályozta az árulásukat.
Mióta a flotta átkelt a titokzatos Sargasso-tengeren, és maga mögött hagyta az utolsó nagy szigeteket, beállt a teljes szélcsend. Már régen be kellett volna futniuk Paramaribóba, alig néhány hordónyi poshadt, meleg víz kotyogott a sötét hajófenéken. A hosszú útra magukkal hozott friss élelmiszerek legutolsó maradványai is elrothadtak már az éléskamrák nyirkos forróságában. A sózott hús élvezhetetlenné vált, mert csak növelte a szomjúságot. A kőkemény hajóskétszersült, amelyet ital nélkül kellett összerágniuk, felsértette érzékeny szájpadlásukat. A legénység szomjazott és éhezett, többen öntudatlanul a tengerbe vetették magukat. Diaboli ekkor újra megkísértette Capriolit, közölte a gróffal, hogy a lelke üdvéért cserébe megmentheti az embereit. A hosszas rábeszélés ellenére Caprioli nem engedett az ördögnek.
Szél továbbra sem érkezett, de a tengeri lovak nem szomjaztak, vidáman fickándoztak a hajók körül. A gróf megfigyelte, hogy mivel ontották a szomjukat az állatok. Egy tengeri dinnye nevezetű gyümölcsöt fedeztek fel, mely a Sargasso-tenger roppant moszaterdeinek valamelyik növényén nőtt, és emberi fogyasztásra is alkalmas volt. A hajókat nagy mennyiségben ellátták a tenger – korábban nem ismert – gyümölcsével, a szomjhaláltól megmenekültek. Hamarosan alkalom adódott arra, hogy a vitorlákat dagasztó szelet is pótolják. Egy kolosszális tengeri kígyót sikerült a ravaszdi grófnak rávennie, hogy a hajóhadat Paramaribo közelébe vontassa. A szélvész gyors úton a kapitány és a kormányos is megsérült, mindkettőjük teendőt Bilg látta el egy személyben: mesterien, Capriolo nagy megelégedésére.
Pieter van Groenhagen kormányzó nagyon megörült, hogy viszontláthatta Larissát, a lányát, Capriolit, régi barátját és a várva várt flottát. A kormányzó a város előkelőségeit, valamint a garnizon és a leváltásukra küldött osztagok meg a hajók tisztjeit meghívta a kastély termeibe egy fogadási ünnepélyre. Amikor Bilget tengerész hadnaggyá nevezték ki, zavarában nem is tudta mit tegyen. Diaboli kivetette hálóját a fiúra, akit egy csapszékbe csalt. A frissen kinevezett tiszt egy ál-Larissával találkozott, majd egy szolga (Diaboli) elcsalta a kastélytól, hogy csak késve tudjon részt venni a fogadási ünnepségen.
Caprioli a kormányzóval tárgyalt, aki átadta számára a császári pecséttel ellátott iratot. A
parancs több mint egy héttel ezelőtt érkezett egy vitorlással. A bécsi udvar egyik titkos futára hozta. A
futár szóbeli üzenetként csak annyit közölt a kormányzóval, hogy a császár megparancsolta Capriolinak: a gróf, érkezése után való reggelen, máris keljen útra ismét. A Fantomot Pieter van Groenhagen felbecsülhetetlen szolgálataiért Capriolinak ajándékozta. A kormányzó arra is célzott: „ha egy bizonyos Caprioli gróf egyszer véletlenül, persze egészen véletlenül Szentpétervárra kerülne, akkor nagyon kedves volna tőle, ha közölné a cárral, hogy a Holland Nyugat-indiai Társaság jó áron hajlandó az összes oroszországi prémet felvásárolni, amennyiben azokat a kikötőkbe szállítják. Mi viszont nemes faanyagot szállíthatunk palotái berendezéséhez, mert még mindig eszeveszetten építkezik.” A gróf termésteesen vállalta a feladatot, de a Fantom előkészítéséhez a kormányzó segítségét kérte.
Később Caprioli a fogadáson ajánlatot tett Satan Diabolinak: ha egy tréfával öt percen belül eltünteti őexellenciáját ebből a teremből, akkor cserébe pedig három hónapon át megkíméli őt a jelenlétől. A csínytevésben Doña Escamolata, az érsek húga segített a grófnak, ugyanis a hölgy ruháit átitató finom tömjénszagot nem bírta elviselni Diaboli, így az ördögfi menekülőre fogta a dolgot.
A búcsúvacsorán Larissára maradt, hogy elmesélje az egybegyűlteknek a hosszú tengeri utazás élményeit, kalandjait. Caprioli megköszönte a kedves vendéglátást, és elmagyarázta a vendégeknek, hogy miért kell a Fantom felfrissített legénységével sietősen távozniuk. Előtte azonban még átnevezték a Bilg tulajdonába került három elfoglalt kalózhajót: Larissára, Bilgre és Capriolira. A kormányzó egy titkot még felfedett Caprioli előtt: Bilg nem más, mint Maximilian
Fantoroso, a gróf elveszettnek hitt fia. A meghatott titkos diplomata, aki az utazás során végig rokonszenvezett a fiatalemberrel, azonban úgy vélte, hogy a kötelesség előbbre való az érzelmeknél, és nem várta meg, míg Bilg előkerül. Sejtette, hogy a hadnagy eltűnésében Diaboli a ludas, és abban is bízott, hogy a becsületes fiú tisztázza magát távolmaradása miatt.
Egy órával később megérkezett Bilg, vagyis Maximilian Fantoroso gróf, tengerész hadnagy úr, aki korábbi lidérces álmából szabadulván örömmel üdvözölte az igazi Larissát. Elmesélte Diaboli mesterkedését, ezzel megmagyarázta késésének okát. Larissa elmondta Bilgnek, hogy Caprioli a fiú édesapja; mindketten reménykedtek abban, hogy Szentpétervárott találkozni fognak a gróffal.
|  | Itt a vége a cselekmény részletezésének! |

## Szereplők
- Caprioli Cyprian Amadeus gróf – osztrák szolgálatban álló titkos diplomata, 1715-ben a Holland Nyugatindiai Társaság egyik flottájának hadparancsnoka

### A gróf útitársai
- Peregrinus – a gróf öreg magyar komornyikja
- Habakuk – a gróf szerecsen testőre
- Frank Bull – a Fantom kapitánya
- Bagótpök – a Fantom kormányosa
- Borromaus – a Fantom tűzmestere, régebben kalóz
- Bilg – hajósinas a Fantomon

### A Fantom utasai
- Larissa van Groenhagen – Holland Guayana kormányzójának leánya
- Baba – Larissa néger szobalánya
- Satan Diaboli – excellenciája Infernalia követe, fölöttébb kellemetlen kortárs

### Távolabb feltűnik
- Bichler – a Lidérc osztrák származású tűzmestere
- Björkr – a Lidérc kapitánya
- Dierk Opzoom – a kalózok által elrabolt Vlissingen kapitánya
- Dona Escamolata – az érsek húga, a kormányzó díszvendége
- Pieter van Groenhagen – Holland Guayana kormányzója, dúsgazdag nagykereskedő, a Holland Nyugat-indiai Társaság koronázatlan királya, Caprioli ifjúkori barátja és Larissa apja

### A hajók
- Fantom – fregatt, Caprioli vezérhajója
- Lidérc – Caprioli flottájának egyik fregattja
- Pokol, Halál, Ördög – tengeri rablók brigantinjai, amelyeket később átkereszteltek Larissára, Bilgre és Capriolira

## Magyarul
- Dieter Ott: Az ördöngős Caprioli. Regény; ford. Majtényi Zoltán, ill. Benkő Sándor; Móra, Bp., 1970 (Delfin könyvek)